# Warren (Nuevo Hampshire)
Warren es un pueblo ubicado en el condado de Grafton en el estado estadounidense de Nuevo Hampshire. En el Censo de 2010 tenía una población de 904 habitantes y una densidad poblacional de 7,12 personas por km².

## Geografía
Warren se encuentra ubicado en las coordenadas 43°57′10″N 71°52′41″O / 43.95278, -71.87806. Según la Oficina del Censo de los Estados Unidos, Warren tiene una superficie total de 127.03 km², de la cual 125.53 km² corresponden a tierra firme y (1.18%) 1.5 km² es agua.

## Demografía
Según el censo de 2010, había 904 personas residiendo en Warren. La densidad de población era de 7,12 hab./km². De los 904 habitantes, Warren estaba compuesto por el 96.68% blancos, el 0.22% eran afroamericanos, el 0.33% eran amerindios, el 0.11% eran asiáticos, el 0% eran isleños del Pacífico, el 0.22% eran de otras razas y el 2.43% pertenecían a dos o más razas. Del total de la población el 0.55% eran hispanos o latinos de cualquier raza.